# Lisszabon–Porto nagysebességű vasútvonal
A Lisszabon–Porto nagysebességű vasútvonal egy tervezés alatt álló, 292 km hosszú normál nyomtávú, kétvágányú, 25 kV 50 Hz-cel villamosított nagysebességű vasútvonal volt Portugáliában Lisszabon és Porto között. A tervek szerint 2017-re készül volna el, várható költsége 4,5 millió euró lett volna. Azonban az építkezés elkezdése a 2008-ban kirobbant gazdasági világválság miatt el lett halasztva. A portugál kormány 2012 március 12-én bejelentette, hogy a tervet véglegesen felfüggesztették.